# Starve
Starve ist ein US-amerikanischer Horrorfilm aus dem Jahr 2014 von Regisseur Griff Furst. Er ist dem Genre Torture Porn zuzuordnen.

## Handlung
Comicbuchautor Beck, seine Freundin Candice sowie Becks Bruder Jiminey machen sich auf die Suche nach einer Geisterstadt. In „Freedom“, so hofft Beck, will er Inspirationen für sein neues Comicbuch erhalten. Denn die einst florierende Stadt soll Ort eines gigantischen Methangas-Unfalls gewesen sein und in seinen Ruinen sollen sich einer Legende nach verwilderte Kinder aufhalten. Doch bevor sie die Stadt erreichen wird ihre Windschutzscheibe durch einen Steinwurf zerstört. Kurz darauf erreichen sie einen kleinen Diner, in dem sie gewarnt werden, dass die Stadt einsturzgefährdet sei und sie besser umkehren sollen.
Die drei schlagen alle Warnungen in den Wind. Als sie eines der Häuser inspizieren, wird ihr Wagen geklaut. Kurz darauf werden sie alle drei überwältigt und finden sich in einer alten Schule wieder. Dort, getrennt voneinander untergebracht, werden die Gefangenen gezwungen, für Essen gegeneinander anzutreten in einem Kampf auf Leben und Tod. Dazu werden sie systematisch ausgehungert.
Nach einigen Kämpfen müssen Jiminey und Beck gegeneinander antreten. Jiminey opfert sich für seinen Bruder, doch da er den Freitod wählte, bekommt Beck nicht die ersehnte Mahlzeit. Es gelingt Beck sich schließlich zu Candice durchzuschlagen. Die beiden versuchen auszubrechen, doch der irre Micheal und seine mutierte Frau verhindern den Ausbruch in letzter Sekunde. 
Anschließend hetzt Micheal, der bei dem Methangasunfall gezwungen war, seine eigenen Kinder zu essen und deshalb diese Experimente durchführt, die beiden aufeinander. Beck täuscht seinen Tod vor und kann so Micheals Frau überwältigen. Auf der Flucht können sie Micheal töten und die Polizei alarmieren.
Als die Polizei eintrifft, werden die beiden Polizeibeamten von Micheals Frau überwältigt.

## Hintergrund
Der Film erlebte seine Premiere am 3. Oktober 2014 in Spanien. In den Vereinigten Staaten war er auf Syfy zu sehen. Wie thematisch ähnliche Filme wie Saw, Hostel oder Hunger enthält der Film eine Reihe blutiger Splattereffekte, die er mit psychologischen Experimenten mixt. Eine deutschsprachige Fassung erschien in Österreich über das niederländische Uncut-Label Extreme in zwei Mediabooks und limitiert auf 1500 Stück.

## Rezeption
Frank Scheck bewertete den Film im The Hollywood Reporter als halbgaren Abklatsch von Saw, der verschiedene Torture-Porn-Klischees vermengt.